# Яка
Яка̀та е част от дреха, която е прикрепена към вратната извивка или е продължение на реверите. Яките могат да са прикрепени към дрехата, да се поставят на специфична позиция или свободно да се движат. Материалите основно са текстил, но могат да бъдат ползвани животински и изкуствени кожи и др. Биват твърди и меки, надиплени и прави, с медна конструкция и др.

## История
До края на 18 век ризата е бельо и само яката ѝ е видима. Формата на яката на ризата е съществен стилов белег. Яките на ранните ризи са различни – принципно ризите се делят на такива с изправена и такива с легнала яка. До края на 19 век модата е на стоящата яка в различни вариации. До 30-те години на 20 век, високата и твърда стоящата яка бива постепенно изместена от все по-свиваща се лежаща яка.
Яката, в исторически план, има редица предназначения: моден аксесоар, признак за аристократизъм, принадлежност към организация, религия (напр. бялата яка на католическите свещеници) и др.

### Барокова яка
От втората половина на 16 век популярна става твърдата дантелената яка върху тел или „френска“ кръгла яка.

## Видове
| Название          | Илюстрация | Описание и вид на дрехата                                                |
| ----------------- | ---------- | ------------------------------------------------------------------------ |
| Стояща, изправена |            | Италиански                                                               |
| Италианска яка    |            | С подгънати ъгли                                                         |
| Легнала           |            | Бизнес костюм с ревери                                                   |
| Стояща легнала    |            | Мъжки ризи                                                               |
| Плосколежаща      |            | Разновидности: моряшки, пелерина.                                        |
| Жабо              |            | Набрана или дантелена яка.                                               |
| Римски яка        |            | Твърда бяла яка, вмъквана под одеждите, носена от западното духовенство. |

Други яки:
- Подвижна яка
- Декоративна барокова яка
- Декоративна барокова яка
- Подвижна кожена яка
- Фиксирана върху палто кожена яка

## Яката като военен белег
Яката може да служи като място за поставяне на отличителен белег за военно звание – вензел:
- Военновъздушните сили на СССР
- Яка на щандартенфюрер (СС)
- Яка на Червена армия (1935 – 1940 г.)